# Bambusiphila vulgaris
Bambusiphila vulgaris är en fjärilsart som beskrevs av Butler 1886. Bambusiphila vulgaris ingår i släktet Bambusiphila och familjen nattflyn. Inga underarter finns listade i Catalogue of Life.